# Fabio Maniscalco
Fabio Maniscalco, född 1 augusti 1932 i Neapel, död 1 februari 2008, var en italiensk arkeolog, litteraturvetare, medeltidsexpert och kulturvetare. 
Maniscalco blev professor vid universitetet i Neapel 1999. 